# SN 2007bi
SN 2007bi var en extremt energirik supernova,som upptäcktes 2007 av Nearby Supernova Factory vid Lawrence Berkeley National Laboratory. Den är belägen i anslutning till dvärggalaxen SDSS J131920.14+085543.7 (även kallad Anon J131920+0855) i stjärnbilden Jungfrun.
Föregångsstjärnan beräknas ha haft en massa ca 200 gånger större än solens vid supernovans bildning och ca 100 solmassor i sin kärna efter dennas utbrott. Explosionen spred ut mer än 22 solmassor av kisel och andra tunga element i rymden under supernovans aktiva skede inklusive mer än 6 solmassor av radioaktivt nickel av isotopen 56Ni,  som fick de expanderande gaserna att glöda mycket starkt under många månader. Supernovan har beskrivits som entydigt par-instabil typ.